# Filippo Ferrari
Pour les articles homonymes, voir Ferrari.
Filippo Ferrari (né vers 1551 à Oviglio près d'Alexandrie au Piémont et mort en 1626) est un religieux servite italien de la fin du XVIe et du début du XVIIe siècle, qui est également un écrivain. On doit à Filippo Ferrari un Lexicon geographicum (Milan, 1627), qui a servi de base au Dictionnaire de Michel Antoine Baudrand.

## Biographie
Filippo Ferrari nait à Oviglio, village près d'Alexandrie, dans le Milanais : laborieux, avide de connaissances, il apprend les langues, cultive la théologie et les lettres, s'applique surtout aux mathématiques, pour lesquelles il a un goût particulier, et les enseigne dans l’université de Pavie. Son mérite lui vaut l’attention et les bontés des papes Clément VIII, Paul V, Urbain VIII ; et l’estime qu’il a inspirée à ses confrères le fait appeler aux premières charges de sa congrégation. Il en est élu deux fois général et deux fois vicaire général. Il meurt en 1626.

## Œuvres
- Nova topographia in martyrologium romanum, Venise, 1609, in-4° ;
- Epitome geographica in IV libros divisa, Pavie, 1605, in-4°[1] ;
- Catalogus sanctorum Italiæ, Milan, 1613, in-4°. Quelques portions de cet ouvrage ont été insérées dans la collection des Bollandistes ;
- Catalogus sanctorum qui in Martyrologio non sunt, Venise, 1625, in-4° ;
- Topographia poetica, Pavie, 1612, in-4° ; 1627, in-8° (c’est un dictionnaire de l’ancienne géographie) ;
- Lexicon geographicum, Milan, 1627, in-4° : c’est le plus célèbre des ouvrages de Ferrari ; il est totalement diffèrent de l’Epitome geographica ; les articles, toujours accompagnés de la citation des auteurs qui en ont parlé, y sont rangés selon l’ordre alphabétique de leur nom latin : mais l’ouvrage est précédé d’un Index des noms vulgaires, avec le renvoi aux noms latins, et contenant plus de 9.600 articles. Il fut réimprimé à Paris, en 1670, in-fol., par les soins de l’abbé Baudrand, qui l’augmenta de moitié, mais qui, au lieu corriger ce qu’il y avait de défectueux, a joint de nouvelles fautes aux premières.